# Asterix & Obelix XXL
Asterix & Obelix XXL är ett actionäventyrsspel som släpptes 2003. Spelet är baserat på den franska serien Asterix. Spelet släpptes i USA (endast för Playstation 2) med titeln Asterix & Obelix: Kick Buttix.

## Handling
Asterix och hans vän Obelix och hunden Idefix är i skogen för att jaga vildsvin när en storm bryter ut och Idefix flyr i rädsla. Asterix och Obelix delar på sig för att försöka hitta efter Idefix, men snart upptäcker Asterix att den galliska byn de bor i brinner. När han kommer fram till byn berättar en man som tidigare var spion åt romarna vad som har hänt. Byn anfölls av romarna, och efter en hård kamp tvingades byborna att ge upp och de togs till fånga, romarna spred sedan ut byborna i olika delar av sitt rike. Asterix hittar snart Obelix och Idefix och det blir nu deras uppgift att hitta byborna och föra dem tillbaka.